# Peniophora manshurica
Peniophora manshurica är en svampart som beskrevs av Parmasto 1987. Peniophora manshurica ingår i släktet Peniophora och familjen Peniophoraceae.   Inga underarter finns listade i Catalogue of Life.